# Sangão
Sangão is een gemeente in de Braziliaanse deelstaat Santa Catarina. De gemeente telt 11.121 inwoners (schatting 2009).

## Aangrenzende gemeenten
De gemeente grenst aan Içara, Jaguaruna, Morro da Fumaça en Treze de Maio.